# Lindsay Skoll

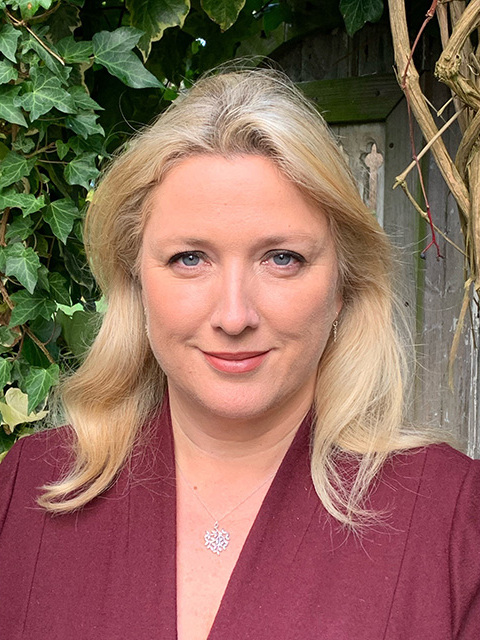
Lindsay Skoll, 2021

Lindsay Samantha Skoll, CMG (* 26. September 1970 in Manchester) ist eine britische Regierungsbeamtin und Diplomatin. Seit September 2021 ist sie britische Botschafterin in Österreich und Ständige Vertreterin des Vereinigten Königreichs bei den UN-Organisationen in Wien.

## Werdegang
Lindsay Skoll wurde 1970 im englischen Manchester geboren und besuchte zunächst die University of Nottingham, wo sie 1992 mit Auszeichnung das Bachelor-Studium der Geschichte mit Russisch absolvierte. 1993 erwarb sie an der University of Edinburgh einen Abschluss mit Auszeichnung für Teaching English as a Foreign Language, also für das Unterrichten von Englisch als Zweitsprache. Von 1992 bis 1995 war sie bei der Japanischen Regierung im Rahmen des Japan Exchange and Teaching Programme angestellt und fungierte während dieser Zeit als Programmkoordinatorin für internationale Beziehungen. In den Jahren 1995 und 1996 arbeitete sie im Bereich Internationale Public Relations.
1996 erfolgte Skolls Eintritt in den diplomatischen Dienst des Foreign and Commonwealth Office, des britischen Außenministeriums. Hier wurde sie zunächst Information and Visits Officer für den Bereich Mittel- und Osteuropa im Information Department. 1997 wechselte sie als Media Services Officer für den Bereich CHOGM, EU-Ratspräsidentschaft und G8-Treffen zum Press Department des Ministeriums. 1999 wurde Lindsay Skoll Leiterin der Abteilung für Hochrangige Staatsbesuche im Vereinigten Königreich (VIP Inward Visits Section) in der Conference and Visits Group des Protocol Directorate. Im Jahr 2001 übernahm sie die Leitung der Abteilung für Korea und die Mongolei im North East Asia and Pacific Directorate. Lindsay Skoll wechselte 2002 ins Cabinet Office und wurde dort Teil des Joint Assessment Staff, also des Stabes für gemeinsame Bewertungen der Regierung.
Im Jahr 2004 wurde Lindsay Skoll erstmals im Rahmen einer diplomatischen Mission ins Ausland entsandt. Sie wurde stellvertretende Missionsleiterin (Deputy Head of Mission) an der britischen Botschaft in Pjöngjang (Nordkorea). 2006 kehrte sie von ihrer Auslandsmission zurück ins Vereinigte Königreich und wurde beim Cabinet Office Leiterin der Abteilung für Northeast Asia Policy. Von 2007 bis 2009 war Lindsay Skoll im Mutterschaftsurlaub.
2010 kehrte sie zurück zum Außenministerium und wurde dort Senior Policy Secretary im Bereich der Golfstaaten und der Vereinigten Arabischen Emirate. Ebenfalls 2010 übernahm sie die Leitung des Klimateils und wurde stellvertretende Sektionsleiterin des Climate Change and Energy Department. 2012 erfolgte erneut ein Auslandseinsatz, als Skoll zur Hochkommissarin für die Seychellen bestellt wurde. 2016 übernahm sie die Koordination der britischen Bemühungen zur Eindämmung der Zikavirus-Epidemie 2015/2016. Im Jahr 2017 wurde Lindsay Skoll als Gesandte und stellvertretende Missionschefin an die britische Botschaft in Moskau entsandt.
Im September 2021 übernahm Lindsay Skoll schließlich ihren ersten Botschafterposten, als sie von Königin Elisabeth II. als deren Botschafterin nach Wien entsandt wurde. Sie übernahm das Amt als britische Botschafterin von Leigh Turner und übergab ihr Bestellungsschreiben an den österreichischen Bundespräsidenten Alexander Van der Bellen am 12. Januar 2022. Damit wurde sie Botschafterin bei der Republik Österreich und Ständige Vertreterin des Vereinigten Königreichs bei den Vereinten Nationen in Wien.

## Privatleben
Lindsay Skoll ist verheiratet mit Richard Skoll und Mutter von drei Kindern. Sie wurde im Jahr 2019 von Königin Elisabeth II. zum Companion des Order of St Michael and St George (CGM) ernannt.